# Rehab (песня)
«Rehab» — песня британской певицы Эми Уайнхаус из её второго студийного альбома Back to Black. Она была написана Уайнхаус, спродюсирована Марком Ронсоном и выпущена в качестве ведущего сингла 23 октября 2006 года. В автобиографическом тексте песни описывается лирический герой, который страдает от алкогольной зависимости, но отказывается лечиться в реабилитационной клинике.
Песня получила хорошие отзывы у многих критиков и имела коммерческий успех в родной Англии и за её пределами. В 2007 году запись была награждена премией Айвора Новелло как лучшая современная песня. «Rehab» выиграла три премии «Грэмми» в 2008 году, в том числе в категориях «Запись года», «Песня года» и «Лучшее женское вокальное поп-исполнение». Британский журнал New Musical Express включил данную композицию в свой список «500 величайших песен всех времён», разместив её в нём на 350-й позиции.
Несколько исполнителей перепели «Rehab», как для официальных релизов, так и на концертных выступлениях. Существует два официальных ремикса песни: один записан при участии рэпера Jay-Z, второй — совместно с Pharoahe Monch.

## Список композиций
UK CD 1
1. «Rehab» (Album Version) — 3:36
2. «Do Me Good»

UK CD 2
1. «Rehab» (Album Version) — 3:36
2. «Close to Front»
3. «Rehab» (Desert Eagle Discs Vocal Mix)

## Чарты
| Чарт (2006—2008)                 | Высш. место |
| -------------------------------- | ----------- |
| Australian Singles Chart         | 35          |
| Austrian Singles Chart           | 19          |
| Belgian Singles Chart (Фландрия) | 10          |
| Belgian Singles Chart (Валлония) | 24          |
| Canadian Hot 100                 | 10          |
| Czech Airplay Chart              | 49          |
| Dutch Top 40                     | 17          |
| European Hot 100 Singles         | 23          |
| Finnish Singles Chart            | 15          |
| French Singles Chart             | 11          |
| German Singles Chart             | 23          |
| Hungarian Airplay Chart          | 1           |
| Irish Singles Chart              | 21          |
| New Zealand Singles Chart        | 12          |
| Norwegian Singles Chart          | 1           |
| Slovak Airplay Chart             | 77          |
| Spanish Singles Chart            | 3           |
| Swedish Singles Chart            | 51          |
| Swiss Singles Chart              | 11          |
| UK Singles Chart                 | 7           |
| U.S. Billboard Hot 100           | 9           |
| U.S. Pop 100                     | 10          |
| U.S. Hot Modern Rock Tracks      | 32          |

| Страна         | Сертификация  |
| -------------- | ------------- |
| Бельгия        | Золотой       |
| Дания          | Платиновый    |
| Новая Зеландия | Золотой       |
| Испания        | 2× платиновый |
| США            | Платиновый    |